# 花のように鳥のように (桂銀淑の曲)
『花のように鳥のように』（はなのようにとりのように）は、1994年1月19日に発売された桂銀淑の12枚目のシングルである。発売元は東芝EMI。

## 解説
- 当初は「隣の花」というタイトルで桂のアルバム用に杉本眞人が書き下ろしてレコーディングしていたが、杉本が阿久悠に歌詞の変更を依頼し完成したのが本作[1][出典無効]。
- 桂がコンサートやディナーショーで必ず歌う楽曲である。
- TBS系ドラマ『婚姻関係』の主題歌に起用された。
- 第36回日本レコード大賞において優秀賞と作詞賞を受賞、また、この曲で『第45回NHK紅白歌合戦』に7年連続出場を果たしたが、翌年以降は紅白から遠ざかっている。
- 作曲の杉本眞人がセルフカバーし、1994年4月発売のアルバム『Only you 〜魂をこめて〜』に収録、その後、1996年6月にシングル発売した（“すぎもとまさと”名義）。
- 本作は郷ひろみのヒット曲と同名異曲であり、またカップリングの「抱きしめてTONIGHT」（前年9月発売のオリジナル・アルバム『アモーレ〜はげしく愛して〜』よりリカット）においても、田原俊彦のヒット曲と同名異曲である。

## 収録曲
1. 花のように鳥のように
  - 作詞: 阿久悠、作曲: 杉本眞人、編曲: 宮崎慎二
2. 抱きしめてTONIGHT
  - 作詞: 阿久悠、作曲: 杉本眞人、編曲: 宮崎慎二